# Klag-Lied

Muß der Tod denn auch entbinden, plus connu comme Klag-Lied (BuxWV 76/2) est une élégie composée par Dietrich Buxtehude.

## Histoire
Buxtehude compose Klag-Lied en hommage à son père, mort le 22 janvier 1674. La pièce est publiée la même année en compagnie du contrepoint Mit Fried und Freud composé en 1671, pour la mort du surintendant Menno Hanneken, dans un fascicule intitulé Fried-und Freudenreiche Hinfahrt (« Départ dans la paix et la joie »).
Ce chant de déploration se déroule en aria purement strophique, les sept strophes du texte s'enchaînant, sans sinfonia d'introduction ni ritournelle. La voix de soprano, sollicitée sur près de deux octaves (du si grave au sol aigu) est accompagnée par deux parties instrumentales non précisées, probablement pour altos, dans une texture contrapuntique originale et du continuo,. La seule indication portée par la partition est celle de trémolo pour l'accompagnement.

## Discographie
- Greta De Reyghere, Ricercar Consort, Philippe Pierlot (1987-1990, Ricercar RIC 252)
- Anima Eterna et The Royal Consort, Collegium Vocale Gent, Jos van Immerseel (1994, Channel Classics CCS 7895)
- Emma Kirkby, John Holloway, Manfredo Kraemer, Jaap ter Linden, Lars Ulrik Mortensen (1997, Dacapo 8.224062)
- Dagmar Saskova, Le Concert Brisé, William Dongois (2010, Accent ACC 24240)
- Ensemble Stylus Phantasticus (2003, Alpha 047) — instrumental
- Ensemble Jacques Moderne, Joël Suhubiette (2007, Ligia Digital Lidi 0202183-07)